# Molinello (fiume Emilia-Romagna)
Il Molinello è un piccolo rio del basso Appennino bolognese, tributario di destra del Reno.
Nasce dal poggio dell'Oca (434 m), nel territorio comunale di Sasso Marconi. Mantiene una direzione piuttosto regolare verso nord-ovest, in una valle molto boscosa e incassata, abbastanza parallela a quella del rio Favale, affluente del torrente Savena, da cui è separato dal massiccio denominato Montelungo. Dopo un percorso di circa 5,6 km, si versa nel fiume Reno, nei pressi dell'abitato di Sasso Marconi.